# Kanizjusz
Kanizjusz, Kanizy – imię męskie pochodzące od nazwiska św. Piotra Kanizjusza, doktora Kościoła. 
Kanizjusz imieniny obchodzi 27 kwietnia i 21 grudnia.